# Президентские выборы в Южной Осетии (2006)
Президентские выборы прошли в Южной Осетии 12 ноября 2006 года, одновременно с референдумом о независимости Южной Осетии. Действующий президент Эдуард Кокойты баллотировался на второй полный пятилетний срок. Он был переизбран с более чем 98,1% голосов. По данным властей Южной Осетии, за выборами следила группа из 34 международных наблюдателей из Германии, Австрии, Польши, Швеции и других стран на 78 избирательных участках  Избирательный процесс подвергся критике со стороны местного гражданского общества, и результаты, вероятно, были завышены.

## Результаты
| Эдуард Кокойты           | «Единство»               | 51 150 | 98,06 |
| Леонид Тибилов           | беспартийный             | 476    | 0, 91 |
| Инал Пухаев              |                          | 194    | 0,37  |
| Олег Габодзе             |                          | 175    | 0,34  |
| Против всех              | Против всех              | 168    | 0,32  |
| Недействительные голоса  | Недействительные голоса  | 280    | –     |
| Всего                    | Всего                    | 52 163 | 100   |
| Число избирателей и явка | Число избирателей и явка | 55 163 | 95,07 |
| Источник: Cominf         |                          |        |       |

## Альтернативные выборы и референдум
Оппозиционные политики Южной Осетии, часть которых покинула Цхинвали из-за конфликта с президентом Эдуардом Кокойты, создали альтернативную ЦИК и выдвинули своих кандидатов на пост президента: Гоги Чигоева, Теймураза Джерагоева, Тамар Чараеву и Дмитрия Санакоева, занимавшего пост министра обороны, а затем несколько месяцев работавшего премьер-министром в 2001 году при предшественнике Кокойты Людвиге Чибирове . Избирателям также предстояло ответить на вопрос: "Согласны ли вы с возобновлением переговоров с Грузией о федеративном союзе". Альтернативные выборы и референдум прошли в селах со смешанным грузино-осетинским населением, не контролируемых сепаратистским правительством. Союз спасения Южной Осетии, организовавший выборы, отклонил просьбу грузинской неправительственной организации «Многонациональная Грузия» провести мониторинг выборов, и опубликованные результаты также, скорее всего, будут завышены.